# اچ‌ام‌اس پیکه (۱۷۹۵)
اچ‌ام‌اس پیکه (۱۷۹۵) (به انگلیسی: HMS Pique (1795)) یک کشتی است که طول آن ۱۴۴ فوت ۱ ۱⁄۲ اینچ (۴۳٫۹ متر) می‌باشد.